# Бабак Дмитро Вадимович
Дмитро Вадимович Бабак (нар. 30 квітня 1992, м. Петровське, Україна) — український співак, переможець п'ятого сезону українського вокального шоу «X-Фактор» (2014).
Мама працювала на Хімічному підприємстві. Батько працював на заробітках. Більшу частину життя виховувався бабусями. Закінчив 9 класів ЗОШ 22. Отримав освіту "Слюсар з ремонту автомобілів 4 розряду".

## Життєпис
Дмитро Бабак народився 30 квітня 1992 року в місті Петровське (нині Петрово-Красносілля) Луганської області України.
Закінчив Луганський національний університет імені Тараса Шевченка (диплом з відзнакою; спеціальність — естрадний спів).
У 2013 р. бере участь у шоу «Голос країни», де працює в команді Святослава Вакарчука.
У 2014 р. стає переможцем п'ятого сезону конкурсу «Х-фактор».
У 2019 році представив Україну на "Слов'янському Базарі"
Захоплюється бойовим самбо, футболом, боксом.

## Творчість
Після участі в телевізійних шоу випробовує себе у ролі автора та виконавця особистих пісень.
В 2015 р. записує перший альбом «Відверто між нами». 
Співпрацював з Сарою Конор, Святославом Вакарчуком, Ніно Катамадзе.

## Відзнаки
- учасник багатьох міжнародних та всеукраїнських музичних конкурсів